# Parc Sainte-Beuve
Le parc Sainte-Beuve est un parc de la ville de Liège (Belgique) situé dans le quartier administratif de Burenville, sur les hauteurs de Saint-Gilles.

## Situation
Le parc est situé entre quatre voies : le boulevard Sainte-Beuve, le boulevard Carton de Wiart, la rue du Calvaire et la rue du Snapeux. L'accès principal au parc se situe au boulevard Sainte-Beuve. L'altitude au centre du parc y est de 150 m

## Description
Ce parc se présente comme une pelouse arborée parcourue par quelques chemins pourvus de bancs espacés.

## Odonymie
Le parc, comme le boulevard voisin, rend hommage à l'écrivain français Charles-Augustin Sainte-Beuve qui séjourna à Liège en 1848 et 1849 au no 25 de la rue des Anges.

## Article annexe
- Liste des parcs de Liège